# 雙棲唇盤䲁
雙棲唇盤䲁（學名：Andamia amphibius），為輻鰭魚綱鳚形目䲁科唇盤䲁屬的一種，分布於中西太平洋所羅門群島至萬那杜海域，深度0至2公尺，在受到驚擾時從其棲息的洞穴中跳躍，棲息在淺水區和沿海水域，可離開水面在陸地上活動，可直接在空氣中呼吸，通常躲在洞穴，以藻類為食，雌魚產附著性卵，雄魚有護卵行為。